# هیروشی فوجیوارا
هیروشی فوجیوارا (انگلیسی: Hiroshi Fujiwara؛ زادهٔ ۱ ژانویهٔ ۱۹۶۴) تهیه‌کننده موسیقی، و طراح مد اهل ژاپن است.